# (8946) Yoshimitsu
(8946) Yoshimitsu est un astéroïde de la ceinture principale.

## Description
(8946) Yoshimitsu est un astéroïde de la ceinture principale. Il fut découvert le 1er février 1997 à Ōizumi par Takao Kobayashi. Il présente une orbite caractérisée par un demi-grand axe de 2,88 UA, une excentricité de 0,10 et une inclinaison de 2,0° par rapport à l'écliptique.

## Compléments